# O Menino Quadradinho
O Menino Quadradinho é um curta-metragem dirigido por Diego Lopes, com direção de fotografia de André Rassi e co-produzido pela Oger Sepol Produções e Spirit Animation Studios. Foi exibido pela TV Brasil em 2008 no programa de televisão Curta Criança.
Este curta-metragem foi feito baseado no livro "O Menino Quadradinho", de Ziraldo, escrito em 1989, e faz parte da "Série Mundo Colorido".

## Sinopse
Um garoto vive dentro de um gibi. Até que um dia não existem mais quadrinhos, tudo está diferente. Assustado, acaba encontrando as palavras, que nunca antes tivera contato.

## Produção
- Montagem: Fernando Severo
- Música: Jean Gabriell, Vinicius Nisi
- Produção: Oger Sepol Produções
- Animação: Spirit Animation Studios